# Вилкова, Екатерина Николаевна
Екатери́на Никола́евна Вилко́ва (род. 11 июля 1984, Горький, РСФСР, СССР) — российская актриса театра, кино и телевидения.

## Биография
Екатерина Вилкова родилась 11 июля 1984 года в Горьком.
В 2003 году окончила Нижегородское театральное училище (мастерская В. Ф. Богомазова).
В 2006 году окончила школу-студию МХАТ (курс И. Я. Золотовицкого и С. И. Земцова).
Кандидат в мастера спорта по художественной гимнастике.

## Личная жизнь
Супруг — актёр Илья Любимов, свадьба состоялась 1 мая 2011 года.
Дети: дочь Павла (род. 11 февраля 2012) и сын Пётр (род. 6 апреля 2014).

## Награды и номинации
- 2011 год — премия RU.TV победа в номинации «Лучшая актриса года».
- 2020 — XXVIII кинофестиваль «Виват кино России!» — приз «Лучшая актриса сериала» за роль в телесериале «Чёрное море»[7].

## Творчество

### Телевидение
В сезоне 2010—2011 участвовала в телепроекте «Лёд и пламень» на Первом канале российского телевидения.

### Роли в театре
- «С любимыми не расставайтесь» Александра Володина. Режиссёр: Виктор Рыжаков — Катя / Козлова / Она[9].

### Роли в клипах
- В 2010 году снялась в клипе Александра Ломинского на песню «Ты знала»[10].
- В 2012 году — в клипе Dan Balan на песню «Люби»[11].

### Фильмография
| Год          |   | Название                           | Роль                                                                                           |
| ------------ | - | ---------------------------------- | ---------------------------------------------------------------------------------------------- |
| 2005         | с | Сатисфакция                        | Софья Голицына                                                                                 |
| 2006         | с | Главный калибр                     | Анастасия                                                                                      |
| 2006         | ф | Бесы                               | Даша Шатова                                                                                    |
| 2007         | ф | Нас не догонишь                    | Ира «Насос»                                                                                    |
| 2007         | с | Пантера                            | Маша                                                                                           |
| 2007         | ф | Тиски                              | Маша                                                                                           |
| 2007         | ф | Полное дыхание                     | Катя                                                                                           |
| 2008         | ф | Тот, кто гасит свет                | Анна, старшая сестра убитой девочки, дочь Фёдорова                                             |
| 2008         | ф | Отцы и дети                        | Фенечка                                                                                        |
| 2008         | ф | Вареники с вишней                  | Катя                                                                                           |
| 2008         | ф | Стиляги                            | Бетси                                                                                          |
| 2009         | с | Каменская 5                        | Алина Вазнис                                                                                   |
| 2009         | с | Застава Жилина                     | Елизавета Сергеевна Савина                                                                     |
| 2009         | ф | Книга мастеров                     | Русалка                                                                                        |
| 2009         | ф | Чёрная Молния                      | Анастасия Светлова                                                                             |
| 2009         | ф | Желание                            | Валентина                                                                                      |
| 2009         | с | Предлагаемые обстоятельства        | Ася Стрельникова                                                                               |
| 2010         | с | Вербное воскресенье                | Павла Кирилловна Кочеткова, дочь Оксаны, телерепортёр                                          |
| 2010         | с | Достоевский                        | Анна Корвин-Круковская, старшая дочь Лизаветы Фёдоровны (будущая революционерка Анна Жаклар)   |
| 2010         | ф | Ёлки                               | Алина, девушка Лёхи, менеджер салона связи «Евросеть»                                          |
| 2010         | ф | Суперменеджер, или Мотыга судьбы   | Настя                                                                                          |
| 2010         | ф | Самка                              | Лариса Дебомонова, репортёр                                                                    |
| 2010         | ф | Связь времён                       | Маша, современная девушка, переводчица                                                         |
| 2011         | ф | ПираМММида                         | Вера                                                                                           |
| 2011         | ф | На крючке!                         | Маргарита Нечаева (озвучивает Ирина Киреева)                                                   |
| 2011         | ф | Свадьба по обмену                  | Соня Ольховская                                                                                |
| 2011         | ф | Рейдер                             | Настя                                                                                          |
| 2011         | с | Однажды в Ростове                  | Айнике, студентка из Финляндии                                                                 |
| 2011         | ф | Мой любимый раздолбай              | Марина                                                                                         |
| 2011         | с | Фурцева                            | Светлана, дочь Фурцевой                                                                        |
| 2011         | ф | О чём ещё говорят мужчины          | Анжела Викторовна, стервозная дама, имевшая дорожный конфликт с Сашей                          |
| 2011         | ф | Беременный                         | Анна, подруга Сергея                                                                           |
| 2012         | с | Белая гвардия                      | Юлия Рейсс                                                                                     |
| 2012         | с | Верю                               | Аня Немчинова                                                                                  |
| 2012         | ф | Гольфстрим под айсбергом           | Ивола                                                                                          |
| 2012         | ф | Раз, два! Люблю тебя!              | Марина                                                                                         |
| 2012         | ф | С новым годом, мамы!               | Маша (Мария Викторовна), жена Саши и мама Полины                                               |
| 2012         | с | Истребители                        | Лидия Литовченко                                                                               |
| 2013         | ф | Ёлки 3                             | угонщица Алина                                                                                 |
| 2013         | с | Три мушкетёра                      | Миледи                                                                                         |
| 2013         | с | Убить Сталина                      | Полина Серебрякова                                                                             |
| 2013         | с | Кукушечка                          | снималась                                                                                      |
| 2014         | ф | Капсула                            | Медуза                                                                                         |
| 2014         | с | Куприн                             | Шурочка Николаева                                                                              |
| 2014         | ф | В спорте только девушки            | Светлана Николаевна, тренер сборной России                                                     |
| 2014         | ф | Небо падших                        | Катя                                                                                           |
| 2015         | ф | А зори здесь тихие                 | Кирьянова                                                                                      |
| 2016         | ф | Одноклассницы                      | Света                                                                                          |
| 2016         | ф | Рядом с нами                       | Ирина Петровна                                                                                 |
| 2016         | с | Отель Элеон                        | София Яновна Толстая, управляющая                                                              |
| 2016—2017    | с | Гостиница «Россия»                 | Ксения Романовна Баскакова, сотрудница орготдела гостиницы                                     |
| 2017         | ф | Последний богатырь                 | Варвара                                                                                        |
| 2017         | ф | Одноклассницы. Новый поворот       | Света                                                                                          |
| 2017         | ф | Бедная девочка                     | Вика Медведева                                                                                 |
| 2017         | с | Ученица Мессинга                   | «М»                                                                                            |
| 2017         | с | Доктор Рихтер                      | Ирина Ильинична Гузапова, учительница                                                          |
| 2018         | с | Гранд                              | София Яновна Толстая, управляющая                                                              |
| 2019 — н. в. | с | Шифр                               | Анна Николаевна Дорофеева                                                                      |
| 2019         | с | Мамы чемпионов                     | Вера Александровна Лескова                                                                     |
| 2019         | с | Холодные берега                    | Алина Борисовна Новинская, следователь                                                         |
| 2020         | ф | Ряд 19                             | Елена, мать Кати                                                                               |
| 2020—2022    | с | Последний министр                  | Z, очень высокопоставленный куратор из администрации президента, приходит на смену Y (2 сезон) |
| 2020         | с | Чёрное море                        | Елена Солей, капитан третьего ранга                                                            |
| 2020         | с | Окаянные дни (новелла «Тело боли») | Светлана Терентьева                                                                            |
| 2021         | ф | Последний богатырь: Корень зла     | княжна Варвара                                                                                 |
| 2021         | с | Вертинский                         | Буби                                                                                           |
| 2021         | с | Русские горки                      | Элеонора Харпер (Нора)                                                                         |
| 2021         | с | Западня                            | Лариса Михайловна Черепанова, мать Бориса, жена Анатолия Черепанова                            |
| 2021         | с | В раю мест нет                     | Виктория Андреевна Корнилова, геолог                                                           |
| 2022         | с | Холодные берега. Возвращение       | Алина Борисовна Воронцова, психолог                                                            |
| 2022         | ф | Детектор                           | Виктория Борисовна Меркулова                                                                   |
| 2022         | ф | Сказки Гофмана                     | Надежда Страхова                                                                               |
| 2022         | с | Начальник разведки                 | Хельга                                                                                         |
| 2022         | с | Баренцево море                     | Елена Солей, капитан третьего ранга Смерш Балтийского флота                                    |
| 2023         | с | Кошка                              | Яна Ланчинская                                                                                 |
| 2023         | ф | У людей так бывает                 | Катя                                                                                           |
| 2023         | ф | 1993                               | Лена                                                                                           |
| 2023         | с | Банда «ЗИГ ЗАГ»                    | Зинаида                                                                                        |
| 2023         | с | Сны Алисы                          | Ира                                                                                            |
| 2024         | ф | Мой любимый чемпион                | мама Саши                                                                                      |
| 2024         | с | Истребители. Битва за Крым         | Елена Сотникова                                                                                |
| 2024         | с | Амура                              | Фетисова                                                                                       |
| 2024         | с | Наследники. Дар крови              | Вера                                                                                           |